# Ty (dwuznak)
Ty, ty głoska oznaczana w piśmie zespołem składającym się z dwóch liter (dwuznakiem), używana w języku węgierskim. 
Jest to głoska bezdźwięczna (afrykata), w wymowie podobna do zbitki głosek t i j. Jej dźwięcznym odpowiednikiem jest gy.